# Gậy mật mã

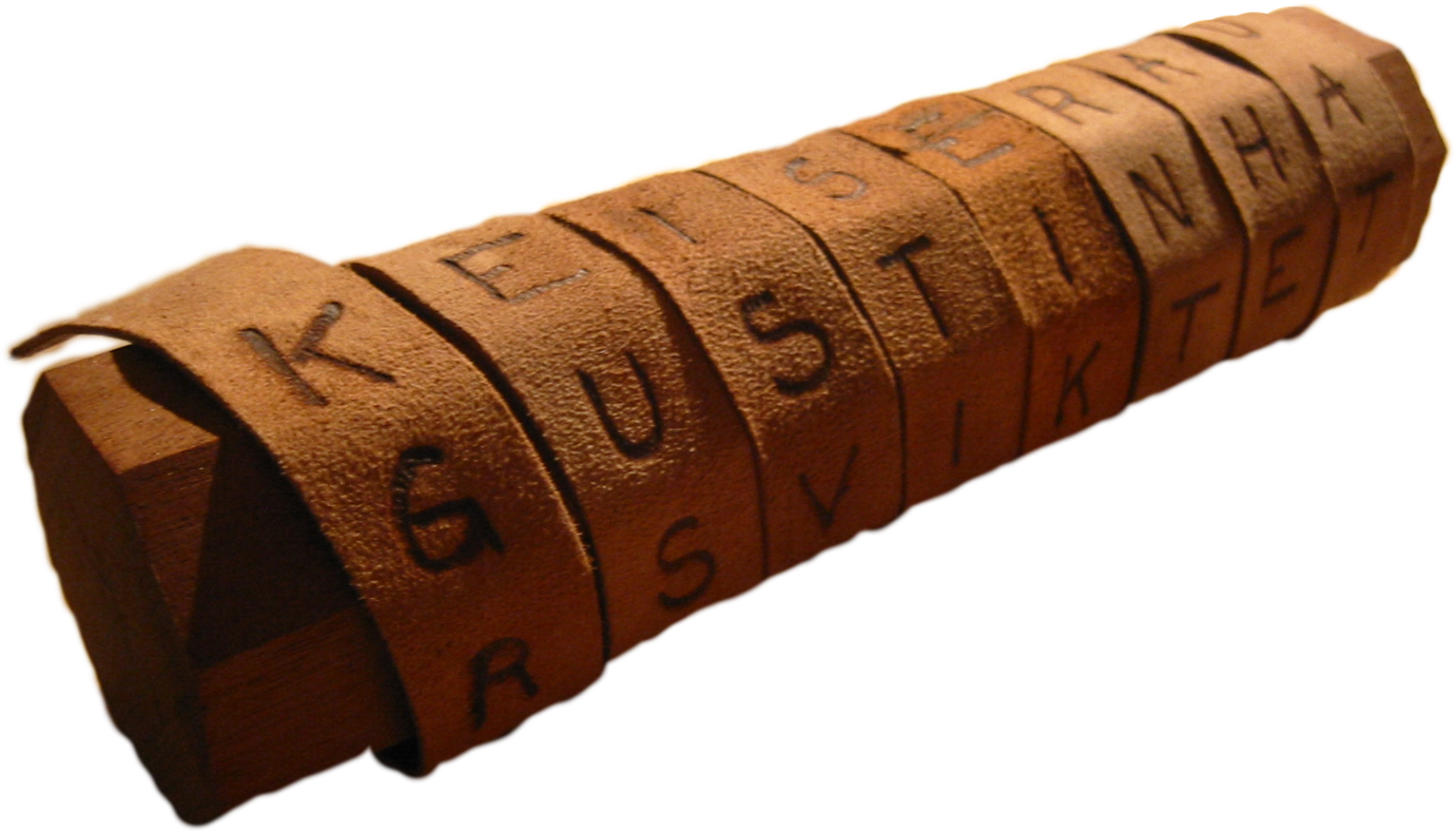
Hình ảnh một gậy mật mã

Trong mật mã học, gậy mật mã (tiếng Anh: scytale /ˈskɪtəli/), bắt nguồn từ từ Hy Lạp σκυτάλη (nghĩa là "cây gậy"), là một công cụ dùng cho một phép mã hóa chuyển vị, nó gồm một băng giấy da quấn quanh một cây gậy hình trụ. Thông điệp được viết lên băng giấy theo hàng dọc, khi mở băng giấy ra, nó đã được mã hóa. Người Hy Lạp Cổ, đặc biệt là người Sparta, được cho là đã sử dụng gậy mật mã trong các chiến dịch quân sự.
Người nhận sử dụng một cây gậy cùng đường kính với gậy mã hóa để giải mã thông điệp. Kiểu mã hóa này có lợi thế là nhanh và rất ít sai lầm, một yêu cầu cần thiết trên chiến trường. Tuy nhiên, nó có thể dễ dàng bị phá vỡ. Từ khi các dải giấy da gợi ý cho kiểu mã hóa này, các bản mã phải được chuyển sang một dạng khác ít gây chú ý hơn, phần nào làm giảm khả năng bị nhận diện.

## Mã hóa
Giả sử ta có một gậy mã hóa cho phép viết bốn chữ cái trong một vòng của nó.
Thông điệp muốn gửi đi là: "Cứu! Chúng tôi đang bị tấn công".
Để mã hóa, ta viết thông điệp dọc theo cây gậy:
```
_____________________________________________________________
       |   |   |   |   |   |  |
       | C | Ứ | U | C | H |  |
     __| Ú | N | G | T | Ô |__| 
    |  | I | Đ | A | N | G |
    |  | B | Ị | T | Ấ | N |
    |  | C | Ô | N | G |   |
    |  |   |   |   |   |   |
_____________________________________________________________

```

bản mã sẽ như thế này: "CÚIBCỨNĐỊÔOUGATNCTNẤGHÔGN"

## Giải mã
Để giải mã, băng giấy được quấn vòng quanh cây gậy có cùng đường kính với gậy mã hóa và đọc theo hàng dọc.
Bản mã "CÚIBCỨNĐỊÔOUGATNCTNẤGHÔGN" trở thành "CỨUCHÚNGTÔIĐANGBỊTẤNCÔNG". Thêm khoảng trắng vào ta được thông điệp: "CỨU CHÚNG TÔI ĐANG BỊ TẤN CÔNG"